# The Lone Gunmen
The Lone Gunmen este un serial de televiziune american creat de Chris Carter, creator și al serialului Dosarele X. Serialul a fost difuzat inițial pe Fox Network în 2001 și are 13 episoade a câte 43 minute fiecare. Prezintă povestea celor trei hackeri și teoreticieni ai conspirației, Melvin Frohike, John Fitzgerald Byers și Richard Langly, aceste personaje apărând și în Dosarele X.  Este un produs derivat al serialului Dosarele X și parte a francizei Dosarele X. Serialul a fost anulat datorită scăderii ratei de audiență.

## Actori/Roluri
- Tom Braidwood - Melvin Frohike
- Dean Haglund - Richard "Ringo" Langly
- Bruce Harwood - John Fitzgerald Byers
- Stephen Snedden - Jimmy Bond

## Episoade
1. "Pilot"
2. "Bond, Jimmy Bond"
3. "Eine Kleine Frohike"
4. "Like Water For Octane"
5. "Three Men And A Smoking Diaper"
6. "Madam, I'm Adam"
7. "Planet of the Frohikes: A Short History of My Demeaning Captivity"
8. "Maximum Byers"
9. "Diagnosis Jimmy"
10. "Tango De Los Pistoleros"
11. "The Lying Game"
12. "The Cap'n Toby Show"
13. "All About Yves"